# Colonel Sun
Colonel Sun ist der erste James-Bond-Roman, der nicht von Ian Fleming geschrieben wurde. Nach seinem Tod 1964 wurden andere Autoren von der Ian Fleming Publications Limited beauftragt, die Romanreihe fortzuführen. Der Roman wurde von Kingsley Amis unter dem Pseudonym Robert Markham verfasst und erschien im März 1968 auf Englisch. 

## Inhalt
Kriminelle entführen den Geheimdienstchef M aus seinem Haus und erwischen dabei fast auch den Agenten James Bond, der zu Besuch ist. In der Absicht, M zu retten, folgt Bond den Hinweisen nach Vrakonisi, einer der ägäischen Inseln. Dabei entdeckt Bond die Pläne von Oberst Sun von der chinesischen Volksbefreiungsarmee. Sun soll eine Entspannungskonferenz im Nahen Osten, die die Sowjetunion ausrichtet, sabotieren. Er beabsichtigt, den Konferenzort anzugreifen und die Leichen von M und Bond zu benutzen, um Großbritannien für die Katastrophe verantwortlich zu machen. Das soll zu einem weiteren Weltkrieg führen. Bond trifft in Athen auf sowjetische Agenten und sie erkennen, dass ein Drittland hinter der Entführung steckt und es einen Verräter in der eigenen Organisation gibt. Bei einem Anschlag auf die sowjetische Residentur in Athen werden alle Agenten außer der einheimischen Kommunistin Ariadne Alexandrou getötet. Sterbend ermutigt der sowjetische Stationschef Bond und Ariadne, zusammenzuarbeiten, um einen internationalen Zwischenfall zu verhindern.
Ariadne überredet Litsas, eine ehemalige Widerstandskämpferin aus dem Zweiten Weltkrieg und Freundin ihres verstorbenen Vaters, ihnen zu helfen, indem sie ihr von der Verwicklung des ehemaligen Nazis von Richter in die Verschwörung erzählt. Schließlich findet Bond Suns Hauptquartier, wird aber überwältigt.
Bond erfährt, dass von Richter den Konferenzort mit einem Mörser zerstören will. Sun foltert Bond brutal, bis einem der Mädchen im Haus von Sun befohlen wird, Bond liebevoll zu streicheln. Dabei schneidet sie Bond eine Hand frei und gibt ihm ein Messer. Sie erzählt Sun, dass Bond tot sei. Als die vermeintliche Leiche untersucht werden soll, sticht Bond Sun nieder und befreit anschließend andere Gefangene, die ihm helfen, von Richter aufzuhalten. 
Sun überlebt jedoch die Stichwunde und tötet mehrere der anderen Flüchtlinge, bevor Bond ihn aufspüren und töten kann. Die Sowjets danken Bond für die Rettung ihrer Konferenz und bieten ihm den Orden des Roten Banners für seine Arbeit an, den er höflich ablehnt.

## Deutsche Ausgaben
Der Scherz Verlag veröffentlichte den Roman erstmals 1969 stark gekürzt auf Deutsch unter dem Titel Auf der griechischen Spur in seiner Reihe „Phoenix-Schocker“. Ab der 2. Auflage (1978) wurde der Roman bei Scherz unter dem neuen Titel Liebesgrüße aus Athen vertrieben. In einer neuen und erstmals ungekürzten Übersetzung publizierte ihn 2014 der Verlag Cross Cult als Colonel Sun.